# Balaenula
Balaenula — вимерлий рід китоподібних.

## Таксономія
Кладистичний аналіз скам’янілостей і збережених балаенід поміщає Balaenula як сестринський таксон китів у кладі, окремому від гренландського кита.

## Викопні записи
Цей рід відомий у літописах скам’янілостей від неогену до четвертинного періоду (віковий діапазон: від 11.608 до 1.806 млн років тому). Скам'янілості знайдені в морських шарах Італії, Великої Британії, США, Нідерландів, Франції та Японії.
Найповніший зразок, відомий зі США (а також єдиний експонований у Північній Америці) був знайдений на озері Ваккамау, Північна Кароліна, у 2008 році. Череп кита був викопаний із виходів вапняку відділом підводної археології штату, підготовлений та постійно виставлений у Музей-депо озера Ваккама з 2012 року.

## Види
Наразі існує два визнаних види Balaenula:
- †Balaenula balaenopsis Van Beneden, 1872 (тип)[8]
- †Balaenula astensis Trevisan, 1942 (з Італії)[9]

B. astensis був дуже схожий на живого Eubalaena glacialis , але набагато менший, досягаючи в довжину близько 5 метрів. Цей вид жив близько чотирьох мільйонів років тому. Скам'янілості були знайдені поблизу Асті (Північна Італія), у морському пісковику Занклі/Піаченці.
Єдиний відомий зразок B. balaenopsis був виявлений в Бельгії наприкінці 1800-х років.
Відомий також безіменний вид з Японії (представлений частковим скелетом).